# Christian Nyby
Christian Nyby (Los Angeles, Califòrnia, 1 de setembre de 1913 - Temecula, Califòrnia, 17 de setembre de 1993) va ser un director i editor de televisió i cinema estatunidenc. Com a editor, va tenir disset crèdits de llargmetratges entre 1943 i 1952, incloent  El son etern (1946) i  Riu Vermell  (1948). De 1953 a 1975 va ser un prolífic director d'episodis de moltes sèries de televisió, incloses  Gunsmoke i  Wagon Train. Com a director de llargmetratges, és probable que sigui més conegut per L'enigma d'un altre món (1951).

## Carrera
D'ascendència danesa, va començar la seva carrera com a editor de cinema als anys quaranta. Va editar quatre pel·lícules dirigides per Howard Hawks (Tenir-ne o no (1944), El son etern (1946), Riu Vermell (1948), i Riu de sang (1952)). Nyby va ser nominat al Oscar al millor muntatge per Riu Vermell. Havia començat la seva carrera a la divisió de fusteria als estudis, es va convertir en editor i després va rebre el seu primer crèdit com a director a la producció de Hawks de 1951 de  L'enigma d'un altre món (o  The Thing  com es coneix més comunament), que va ser un èxit instantani.
Nyby va tenir una prolífica carrera com a director de televisió i cinema des dels anys cinquanta fins als setanta. Dick Vosburgh va escriure al seu obituari que "Després d'editar la propera pel·lícula de Hawks Riu de sang (1952), Nyby es va dirigir a la televisió, dirigint la comedia de situació d'Ann Sothern Private Secretary , que va durar quatre anys. També va dirigir episodis de The Twilight Zone, I Spy, Lassie, Gomer Pyle, USMC, Adam-12, Perry Mason, The Rockford Files, The Six Million Dollar Man, Ironside, i Kojak. Va fer un treball especialment impressionant en sèries western com Gunsmoke, Bonanza, Wagon Train, Whispering Smith, i Rawhide." També va dirigir quatre llargmetratges més Hell on Devil's Island, Young Fury, Operation C.I.A. (el primer paper protagonista de Burt Reynolds), i First to Fight.
La pel·lícula més influent que va dirigir Nyby és L'enigma d'un altre món  (1951), que continua atraient espectadors i atenció crítica més de 70 anys després de la seva estrena, i que va ser seleccionada l'any 2001 per a la seva conservació a el National Film Registry dels EUA. El crèdit de Nyby com a director ha estat desafiat per alguns crítics; Howard Hawks, el productor de la pel·lícula, va estar al plató durant la major part del rodatge, i és conegut com un dels millors directors de cinema. El mateix Nyby va comentar la polèmica el 1982:
| « | La va dirigir Hawks ? Aquesta és una de les preguntes més absurdes i ridícules que he sentit mai, i la gent continua preguntant. Que era l'estil de Hawks. Per descomptat que ho era. Aquest és un home al qual vaig estudiar i volia ser com. Sens dubte imitaries i copiaries el mestre sota el qual estàs assegut, cosa que vaig fer. De totes maneres, si estàs prenent lliçons de pintura de Rembrandt, no treus el pinzell de les mans del mestre. | » |

Nyby era el pare de Christian I. Nyby II, un prolífic director de televisió per dret propi, i de Kirkland Royal Nyby, que mentre estudiava dret va aparèixer en alguns papers d'actuació televisiva a principis dels anys setanta com Kirk Nyby, abans d'emprendre una carrera legal a Califòrnia, acabant com a comissari del Tribunal Superior de Los Angeles.

## Filmografia com a director
- L'enigma d'un altre món (1951)
- Light's Diamond Jubilee (1954)
- Hell on Devil's Island (1957)
- Young Fury (1965)
- Operation C.I.A. (1965)
- Elfego Baca: Six Gun Law (1966)
- First to Fight (1967)